# Mustnasu
Mustnasu, auch Parevere laid, ist eine unbewohnte Insel, 30 Meter von der größten estnischen Insel Saaremaa entfernt. Die Insel liegt in der Landgemeinde Saaremaa im Kreis Saare. Sie liegt im Kahtla-Kübassaare hoiuala.
Mustnasu ist 150 Meter lang und 80 Meter breit.